# Hanane Fadissi
Hanane Fadissi (en arabe : حنان فاديسي) est une judokate marocaine.

## Carrière
Hanane Fadissi est médaillée de bronze dans la catégorie des moins de 63 kg aux Championnats d'Afrique de judo 2001 se déroulant à Tripoli.